# Granera
Granera – gmina w Hiszpanii, w prowincji Barcelona, w Katalonii, o powierzchni 23,86 km². W 2011 roku gmina liczyła 83 mieszkańców.